# Snedkerlim
Snedkerlim eller benlim er en lim fremstillet ved kogning af benaffald eller lignende. Den anvendes varm, idet den smeltes i en særlig limpotte. Den er i dag delvist erstattet af PVA-lim eller andre limtyper.

## Fremstilling

### Benlim
Limen kan udvindes ved kogning af knogler, huder, indvolde og brusk af døde dyr. Knoglelim fremstilles af knuste knogler, hvorfra fedtet først er fjernet ved kogning med benzin. Kalciumsaltene fjernes med saltsyre og resten, kaldet ossein, opløses i varmt vand. Opløsningen inddampes derpå, bedst i vakuum, til den indeholder 20-25% lim. Limen klares ved henstand eller filtrering og hældes i forme, hvor den stivner. Limen skæres i skiver og tørres. Den kan evt. granuleres. 

### Hud- og læderlim
Affald fra læderindustrien behandles med svovlsyrling eller ligger nogle uger i gruber med 2% kalkmælk, der forsæber fedtstoffer, lige som hår og køddele løsnes. Resten udvaskes og behandles på en tilsvarende måde som benlim.

### Husblas
En særlig fin og ren kvalitet af benlim benævnes husblas eller gelatine. Oprindelig var den fremstillet af svømmeblæren af støren.

## Anvendelse
Før limen kan anvendes, skal den udblødes i vand, hvilket går lettest med den granulerede form. Den udblødte lim kommes i en særlig limpotte, hvor den kan smeltes i vandbad, så den ikke kommer over 100° C, hvad den ikke tåler. 
Benlim anvendes i dag sjældent inden for snedkeriet, men den har dog den fordel frem for moderne limarter, at samlingen lettere kan adskilles og repareres. Benlim anvendes derfor inden for bygningen af strygerinstrumenter.
Benlim anvendes også til den grundlæggende præparation af malerlærred. 
Tilsætter man kaliumdikromat til limen, hærder den under indvirkning af lys. Dette benyttes ved fremstilling af klicheer.

## Sorter
Ægte kølnerlim er den reneste hudlim og anvendes inden for bogbinderiet. Knoglelim sælges også under dette navn.
Russisk lim er lim med iblanding af kridt eller hvid farve.
Flandersk lim fås i tynde, gule blade. Den benyttes til limfarve og appretur. 
Pergamentlim er en hudlim, der sælges i geleform tilsat alun.
Brusklim er en lim fremstillet af brusk og med en ringere bindeevne.
Flydende lim fremstilledes ved tilsætning af f.eks. eddikesyre. Den holder sig flydende ved stuetemperatur. Der tilsattes normalt også alkohol til konservering og alun eller zinkhvidt for at forøge bindeevnen.